# Rodrigo di Cerrato
Rodrigo di Cerrato (noto anche come Rodrigo Cerratense, Rodrigo Manuel Cerratense o Rodrigo Manuel di Cerrato, o anche El Cerrantense; Calzada de Calatrava, 1259 – 1276) è stato un religioso, storico e agiografo spagnolo di origine castigliana e appartenente all'Ordine dei Predicatori. Fu un biografo di s. Domenico di Guzmán.

## Biografia
Le informazioni biografiche sono scarse. Nacque a Calzada de Calatrava e fu frate domenicano nel convento di Santa Cruz de Segovia, una delle più antiche fondazioni domenicane. Il suo cognome Cerratense potrebbe derivare dal fatto che scrisse le sue opere nel monastero di San Pelayo de Cerrato.
Nel 1272 si trovava nel monastero domenicano di Caleruega insieme al priore di Madrid, frate Gil, e ad alcuni monaci; lì poté raccogliere testimonianze orali per ampliare la sua Vita di san domenico di Guzmàn.
Visse durante il regno di Alfonso X di Castiglia e scrisse intorno al 1276 diverse Vitas sanctorum, un'importante agiografia che riguarda vari santi iberici, tra cui i Sette apostoli della Spagna. Questa versione conserva sintesi o ampliamenti delle biografie dei santi. Ne sono noti tre manoscritti: nel British Museum, all'Università di Madrid e nell'Archivio della Cattedrale di Segovia, il più recente dei tre.
Il libro si conclude con un brevissimo e ben curato Chronicon, una cronaca che va dalla nascita di Cristo alla morte di Ferdinando III di Castiglia. Esso corregge alcune date riportate negli Anales toledanos (annali di Toledo). 
Il primo riferimento a Rodrigo de Cerrato risale al 1259 da cui risulta che deve essere vissuto (almeno) fino al 1276, secondo un'interpretazione del Crónicon data da Fidel Fita.